# Aechmea comata
Aechmea comata là một loài thực vật có hoa trong họ Bromeliaceae. Loài này được (Gaudich.) Baker mô tả khoa học đầu tiên năm 1879.